# Eulocastra bryophilioides
Eulocastra bryophilioides är en fjärilsart som beskrevs av Brandt 1938. Eulocastra bryophilioides ingår i släktet Eulocastra och familjen nattflyn. Inga underarter finns listade i Catalogue of Life.